# Сульфонати
Сульфона́ти (рос. сульфонаты; англ. sulfonates; нім. Sulfonate m pl) — 
1. Солі сульфокислот R-SO2-OMe, у воді дають нейтральні розчини. Солі кальцію, на відміну від кальцій сульфату, розчинні у воді.
2. Естери сульфокислот R-SO2-OR-, висококиплячі рідини або кристалічні речовини. Гідролізуються поволі під дією кислот, швидше — лугів, з амоніаком і амінами дають амонієві солі сульфокислот.